# フラグミペディウム属
フラグミペディウム属 Phragmipedium は、ラン科植物の分類群の一つ。パフィオペディルム属によく似ている。洋ランとしての略号はPhrag.である。

## 概説
フラグミペディウム属はラン科の多年草である。アツモリソウ亜科に属し、この亜科に共通する特徴である大きな袋状の唇弁を持つ。特に同じ亜科のパフィオペディルム属とは全体に共通する点が多い。分布は大きく異なり、パフィオペディルム属が東南アジアを中心とする一帯を分布域とするのに対して、この属は中南米に分布する。
洋ランとして栽培される。ただし種数は少なく、花もより地味なものが多いことから、パフィオペディルムほどに重視されてこなかった。交配品種も少数ながら存在する。
名前はphragma（分割）とpedilon（サンダル）からなり、子房が三室に分かれていることと唇弁がサンダル状である特徴に由来する。

## 特徴

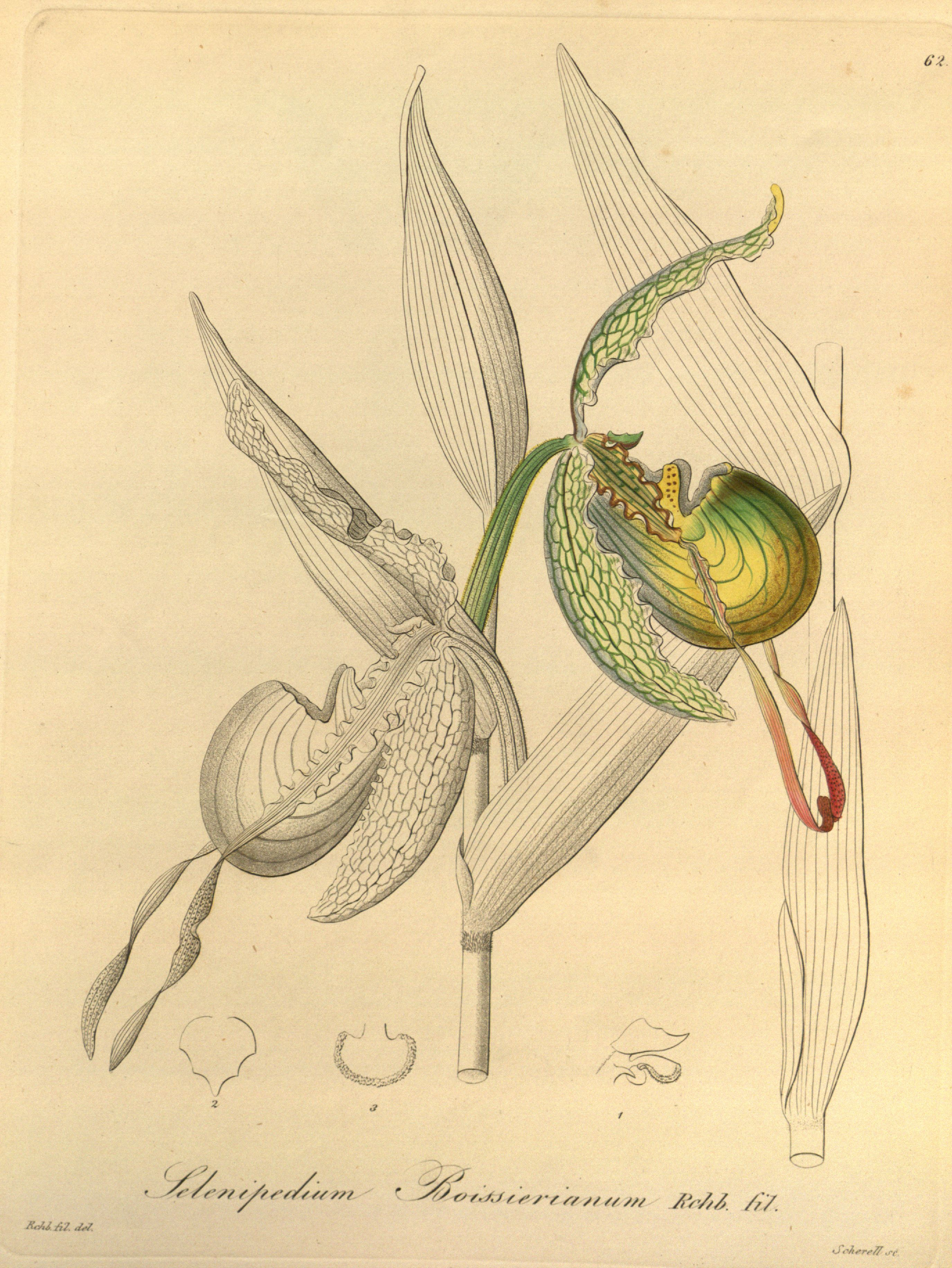
Phragmipedium boissierianum

地上性か、岩の上に着生する。茎はごく短く、地上には葉だけが根出状に出る。葉は細長く、中央で二つ折りになって出てくる。花は立ち上がった花茎の上に数輪がつく。花の基部にはよく発達した苞葉がある。花は1つずつ下から順に咲くか、複数がそろって咲く。外花被は大きく開き、側萼片は左右が融合して下に向かう。側花弁は左右に大きく開き、唇弁は壷状か袋状。ずい柱は唇弁の作る袋の口の基部側を覆う。ずい柱の上側先端には仮雄蘂があり、その下側に柱頭、基部の両側下面に雄蘂がある。
これらの特徴はパフィオペディルム属とほぼ共通する。異なる点としては花茎にある苞葉がよく発達すること、子房が三室に分かれることなどがある。また、葉もより細長いものが多い。

### 平行進化
上記のようにこの属とパフィオペディルム属とは近縁であり、また花そのものもよく似ている。ところが、それ以上に興味深い例として、同様の方向の進化が見られる例がある。アツモリソウ亜科のものには、側花弁が長く伸びる形の花が各属に見られる。特にパフィオペディルム属にはパフィオペディルム・サンデリアヌム Paphiopedilum sanderianum という種があり、この種の側花弁は捻れながら垂れ下がって90cmにも達する。これに対して、フラグミペディウム・カウダツム Phragmipedium caudatum もそれと同様に側花弁が垂れ下がって70-80cmにも達する。極めて遠く離れた地で、同じ方向の進化が進んだ一種の平行進化の例として興味深い。

### 奇形花？
上記フラグミペディウム・カウダツムに近縁なフラグミペディウム・リンデニイ P. lindenii はこの属の大きな特徴である袋状の唇弁を持たない。それ以外の花被はカウダツムとほぼ同様で、目立った特徴である長く伸びた側花弁もほぼ共通しているが、唇弁の位置にある花弁は、側花弁とほぼ同型の形となっており、先端が長く伸びる点まで共通している。これは、唇弁が側花弁の形になった奇形に当たり、同様の突然変異は他のランでも時に見られるものである。だが、この種の場合、この形が種の特徴として固定しており、受粉して種子を生産している。分類については、カウダツムの変種 P. caudatum var. lindenii とする扱いもある。

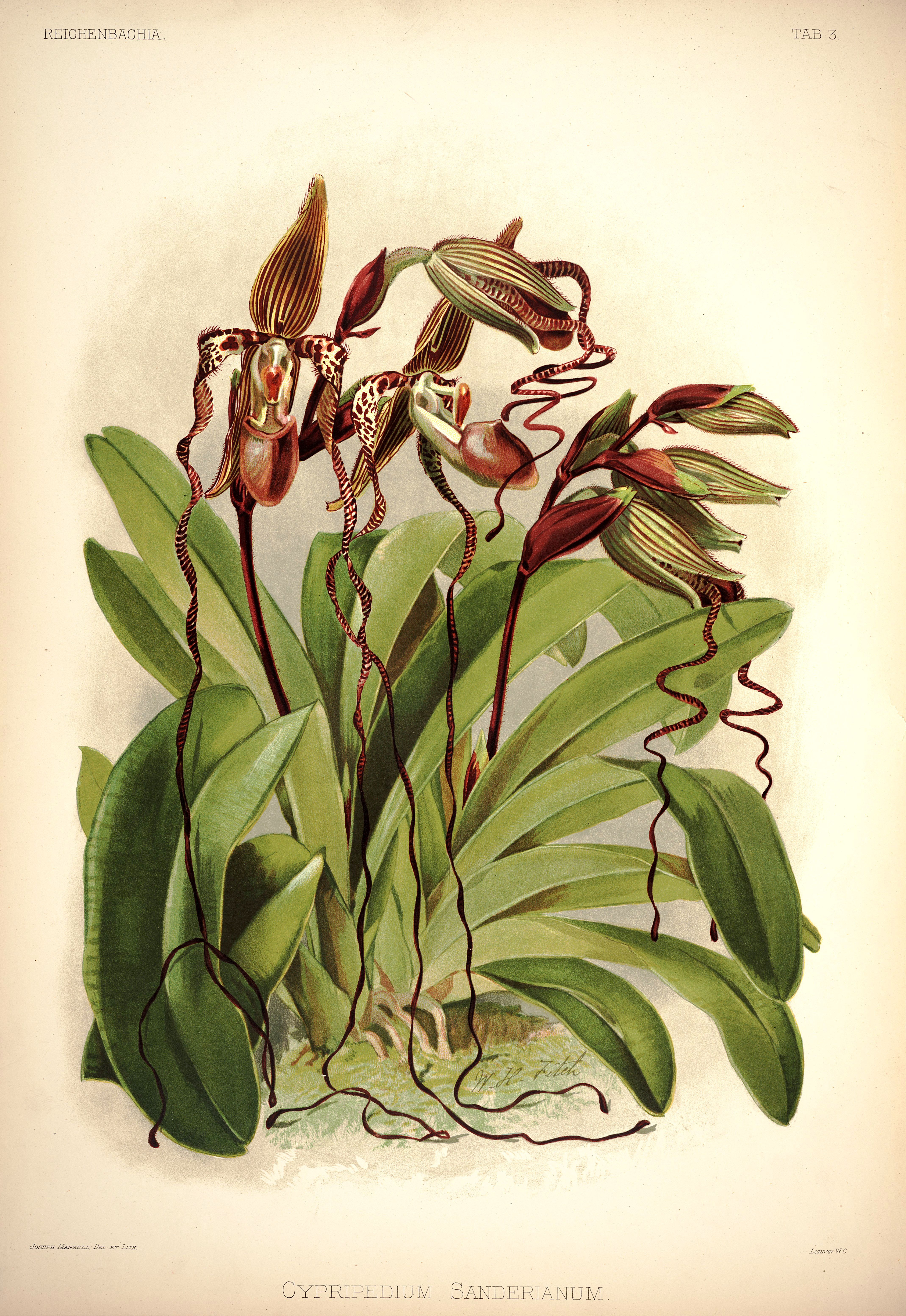
パフィオペディルム・サンデリアヌム
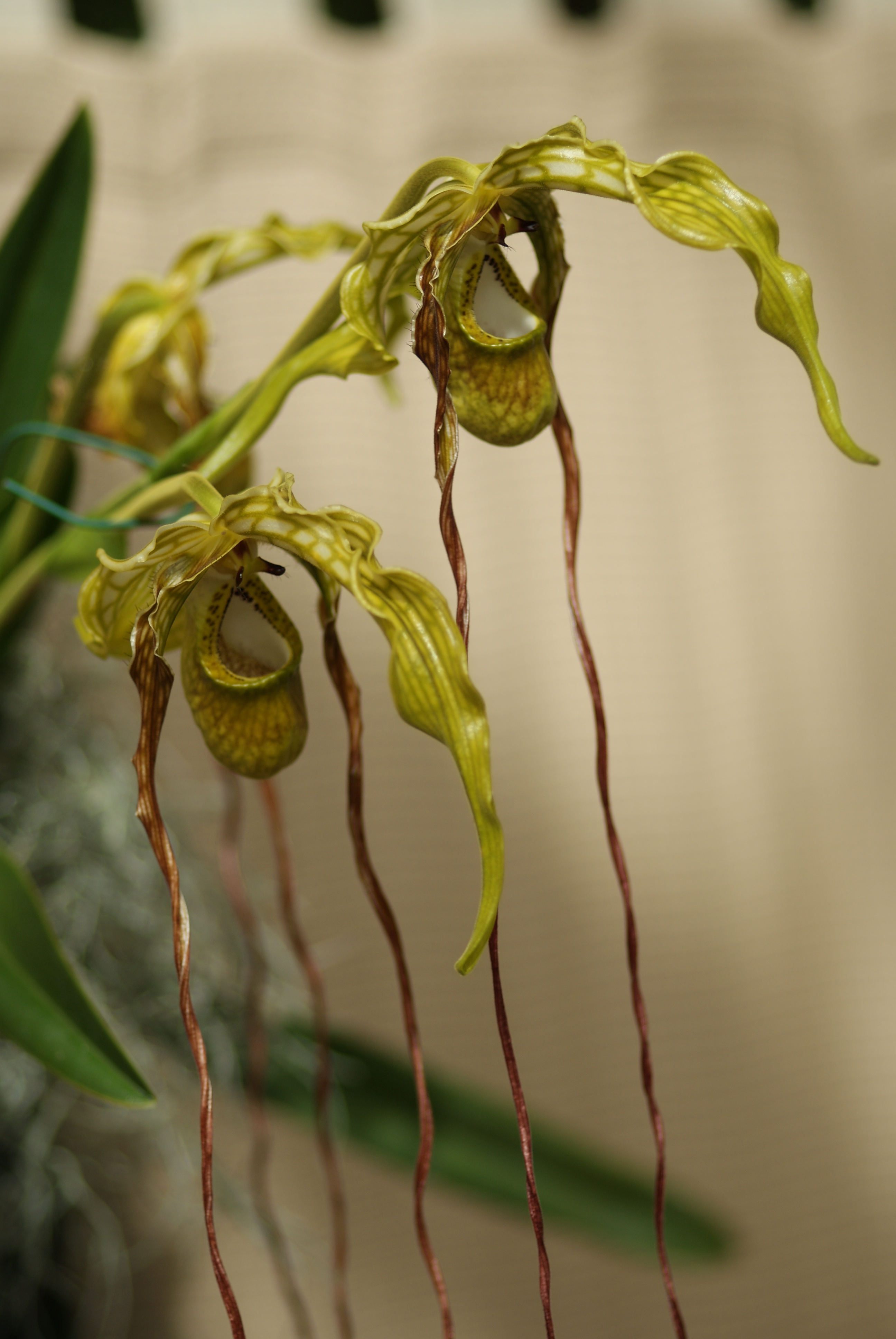
フラグミペディウム・カウダツム
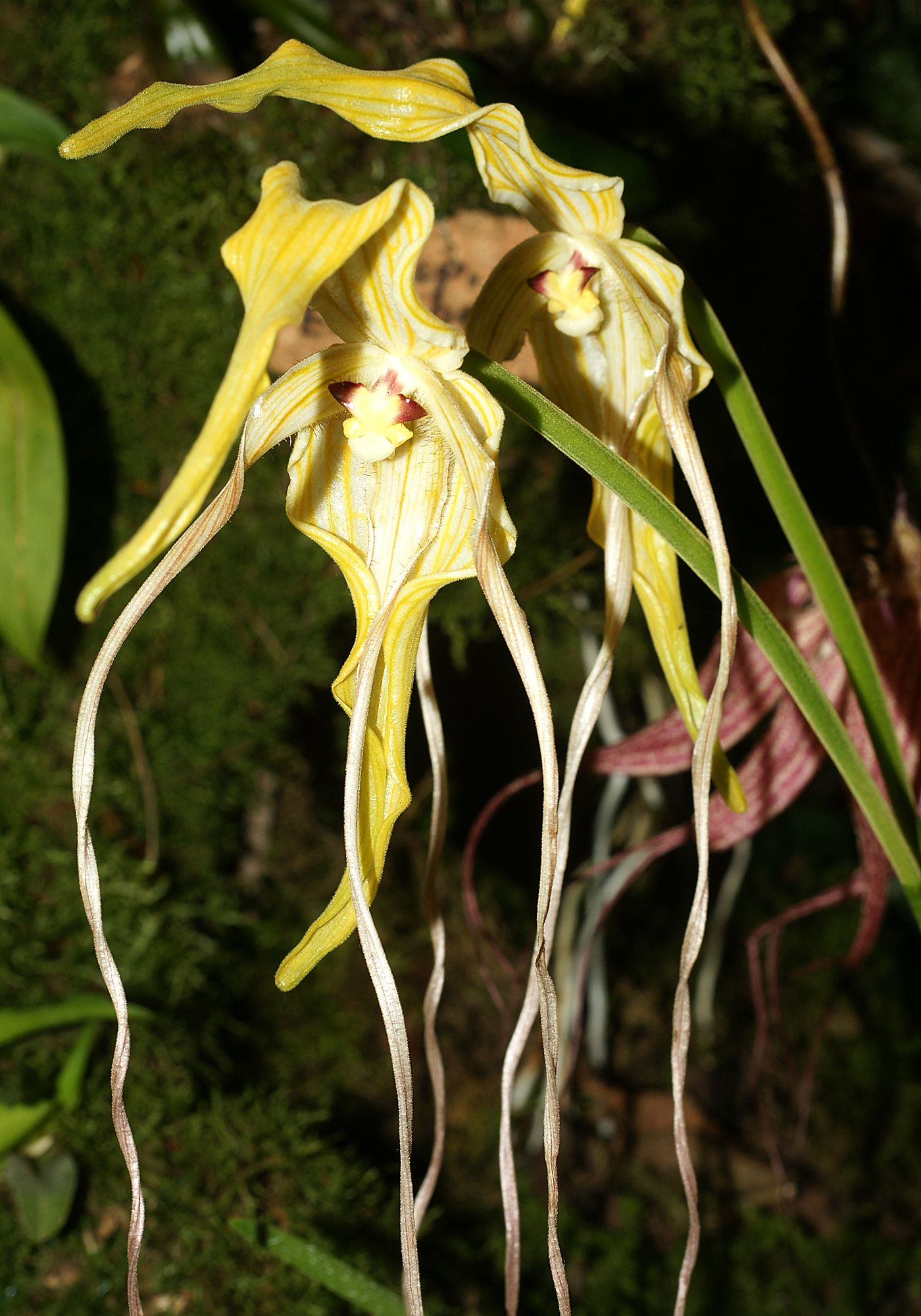
フラグミペディウム・リンデニイ

## 分布と生育環境
中央アメリカからブラジル、ペルーにかけて分布する。山地帯に生育するものが多い。地上に生えるものが多いが、岩の上に着生するものもある。特殊な例として、フラグミペディウム・ベッセアエ P. besseae は水の流れる垂直の崖に着生する。

## 利用
洋ランとして栽培される。ただし、パフィオペディルム属が四大洋ランの一角と認められているのに対して、フラグミペディウム属はそれほど高く評価されてこなかった。これは、形態的によく似たパフィオペディルムがあること、それに比べて種類数が少なかったことや、花色や形が比較的地味であったことが理由として挙げられる。しかし、近年になって、朱赤色の花を着けるフラグミペディウム・ベッセアエなど、パフィオペディルムにはない色調の花を着けるものやより観賞価値の高い種が発見されており、見直しが進むだろうとの推測もある。優秀個体に名が与えられたものもあるし、数は多くないが、交配品種も存在する。
また、個々の花もパフィオペディルム属が一ヶ月も保つのに比べてはるかに短命である。ただし、これについてはこの属のものは複数花が順に咲いていく特徴があるため、観賞の出来る期間はそれほど短くない。
なお、この属もパフィオペディルム属と同様にメリクロン法が利用できず、大量繁殖は困難である。全種がワシントン条約の付属書I類に指定されている。

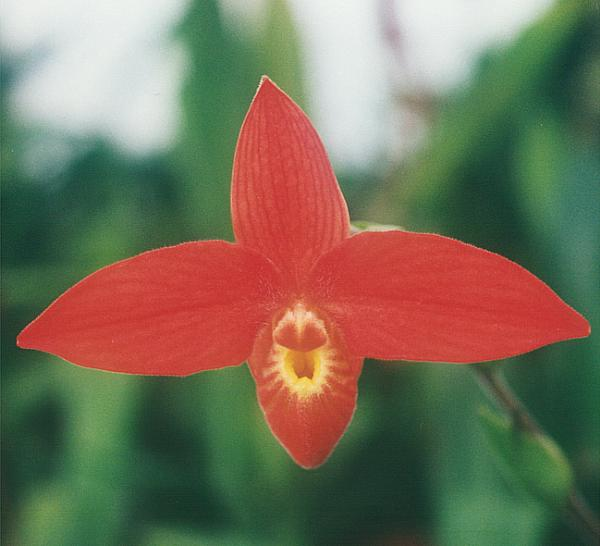
フラグミペディウム・ベッセアエ
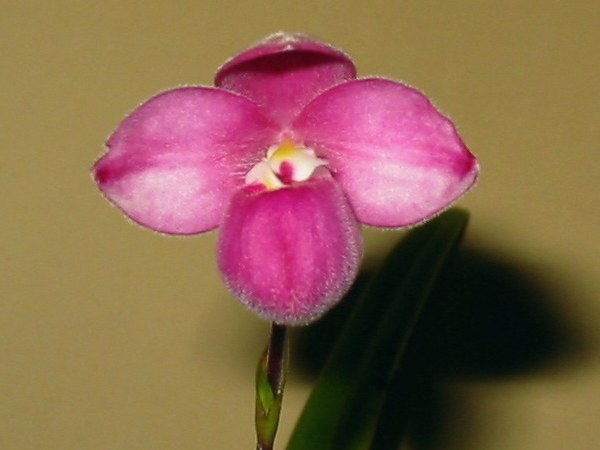
フラグミペディウム・フィッシェリ
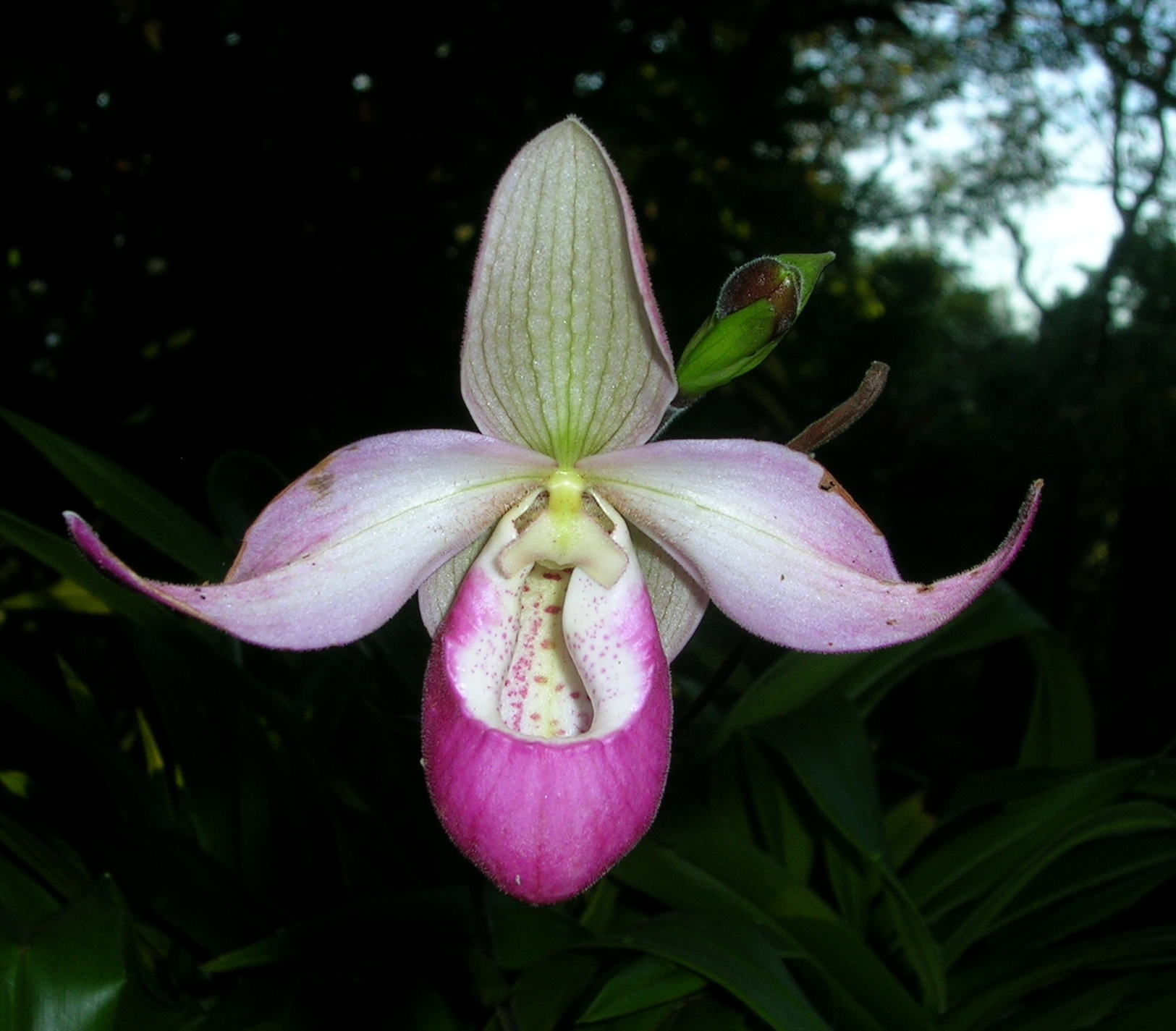
フラグミペディウム・セデミー (P. schlimii × P. longifolium)

## 分類
約15種が知られている。代表的なものを以下にあげる。
- P. besseae
- P. boissierianum
- P. caudatum
- P. ecuadrense
- P. hartwegii
- P. leticulatum
- P. lindleyanus
- P. longifplium
- P. pearcei
- P. schlimii